# Друмохар
Друмохар (болг. Друмохар) — село в Болгарии. Находится в Кюстендилской области, входит в общину Невестино. Население составляет 156 человек.

## Политическая ситуация
В местном кметстве Друмохар, в состав которого входит Друмохар, должность кмета (старосты) исполняет Красимир Венков Георгиев (Болгарская социалистическая партия (БСП)) по результатам выборов.
Кмет (мэр) общины Невестино — Димитр Иванов Стаменков (независимый) по результатам выборов.